# Bad Oeynhausen (stacja kolejowa)
Bad Oeynhausen – stacja kolejowa w Bad Oeynhausen, w kraju związkowym Nadrenia Północna-Westfalia, w Niemczech. Znajdują się tu 2 perony.